# Де Жесус Сантос, Адерлан Леандро
Адерлан Леандро де Жесус Сантос (порт. Aderlan Leandro de Jesus Santos; род. 9 апреля 1989 года, Салгейру (Пернамбуку), Бразилия) — бразильский футболист, центральный защитник клуба «Риу Аве».

## Биография
Сантос родился в Салгейру (Пернамбуку), Бразилия. 27 августа 2015 года, Сантос согласовал пятилетний контракт с «Валенсией» за плату в размере 9,5 млн €.
В 2017—2018 годах выступал за «Сан-Паулу».

## Достижения
Брага:
- Обладатель Кубка португальской лиги (1): 2012/13